# Rita Ottervik
Rita Irene Ottervik, née le 11 septembre 1966 à Kvenvær dans l'actuelle commune de Hitra est une femme politique norvégienne du parti travailliste. Elle est membre du conseil municipal de Trondheim depuis 1999 et maire de la ville depuis 2003.

## Biographie et carrière politique
Rita Ottervik a grandi dans la commune de Hitra et s'engage tôt au sein de la section locale de la ligue des jeunes travaillistes (AUF): Hitra og Frøya. Face à un milieu politique qu'elle décrit comme sexiste, elle décide de déménager à Trondheim pour finir son lycée en 1984.
Elle a obtenu son baccalauréat et passé l'examen filosofikum (cours de philosophie et dissertation de licence). Ses premiers emplois ont été pour la boutique Domus Interiør, puis comme réceptionniste au centre commercial City Syd, de 1985 à 1989.
Rita Ottervik obtient ses premières responsabilités publiques comme conseillère comtale du Sør-Trøndelag de 1988 à 1989. Elle travaille ensuite comme secrétaire jeunesse pour AUF et la centrale syndicale Landsorganisasjonen i Norge (LO). Elle entre tôt dans le cercle de Trond Giske (figure de proue des travaillistes dans les années 2000 et 2010),.
En 1991, elle travaille comme collaboratrice au syndicat Handel og Kontor, puis en 1992 comme conseillère pour le centre des œuvres universitaires de Trondheim.
De 1992 à 1996, elle est membre du comité central d'AUF et y est employée comme secrétaire. Elle siège également au conseil national du parti travailliste pendant cette période. De 1996 à 1997, elle est conseillère politique au cabinet du premier ministre Thorbjørn Jagland et vice-présidente comtale d'AUF pour le Sør-Trøndelag de 1997 à 1998.
Elle devient conseillère organisationnelle pour l'Union des handicapés de Norvège (NHF) en 1998, et obtient un congé politique de ce poste après son élection au conseil municipal de Trondheim à l'automne 1999.
Rita Ottervik est alors élue par le conseil communal comme membre du gouvernement de la ville (kommunalråd). Quatre ans plus tard, elle est réélue au conseil municipal, puis choisie comme maire de Trondheim.
Elle épouse en 2002 Tore Nordseth qui a siégé au Storting pour les travaillistes comme suppléant de Trond Giske entre mars 2000 et septembre 2001.
Pressentie comme ministrable après les victoires travaillistes en 2005, puis en 2009, elle préfère rester à la mairie de Trondheim. Rita Ottervik est longtemps une maire populaire, et elle détient depuis 2013 le record de longévité à la mairie de Trondheim.
Malgré un score en fort retrait en 2019, avec 25,9% contre 41,3% en 2015, Rita Ottervik est reconduite pour un cinquième mandat grâce à la bonne performance de ses alliés de gauche.

## Hommages
En février 2008, elle a été nommée chevalière de l'Ordre équestre des Moutons Noirs de la société étudiante de Trondheim. Ses insignes lui ont été remises sur la place du marché de Trondheim le 17 mai.
Hitra la nomme ambassadrice de la commune en 2018.